# Parcs royaux de Londres
Les parcs royaux de Londres sont des espaces verts de la capitale du Royaume-Uni qui appartiennent en propre à la Couronne britannique.
Ce sont en général d'anciennes réserves de chasse de la famille royale mises à disposition du public. L'accès à ces espaces verts étant laissé à l'appréciation de la couronne.
Les parcs royaux de Londres représentent une superficie totale de 22 km² sur le Grand Londres.
Ces neuf espaces verts sont :
- Bushy Park
- Green Park
- Greenwich Park
- Hyde Park
- Kensington Gardens
- Regent's Park
- Richmond Park
- St. James's Park
- Brompton Cemetery[1]

## Administration
La Royal Parks Agency, agence exécutive dépendant du Department for Culture, Media and Sport (« Ministère de la Culture, des médias et des sports ») gère ces parcs en vertu des pouvoirs découlant de la Loi sur les terres de la Couronne de 1851. La Metropolitan Police Service assure la sécurité des lieux (depuis que la Royal Parks Constabulary a été supprimée en 2004). Dans le cadre de ses fonctions, la Royal Parks Agency autorise le public à utiliser les parcs à des fins de loisirs, sous réserve que les règlements pris en vertu de la loi sur les parcs soient jugés nécessaires pour en garantir la bonne gestion, préserver l'ordre et prévenir les abus. La réglementation actuelle sur les parcs royaux et autres espaces date de 1997.
Le financement des parcs royaux est essentiellement assuré par une subvention gouvernementale, ainsi que par le produit provenant d'activités commerciales (telles que la restauration) et la mise en scène d'événements publics (tels que des concerts) qui ont lieu dans ses parcs.

## Galerie

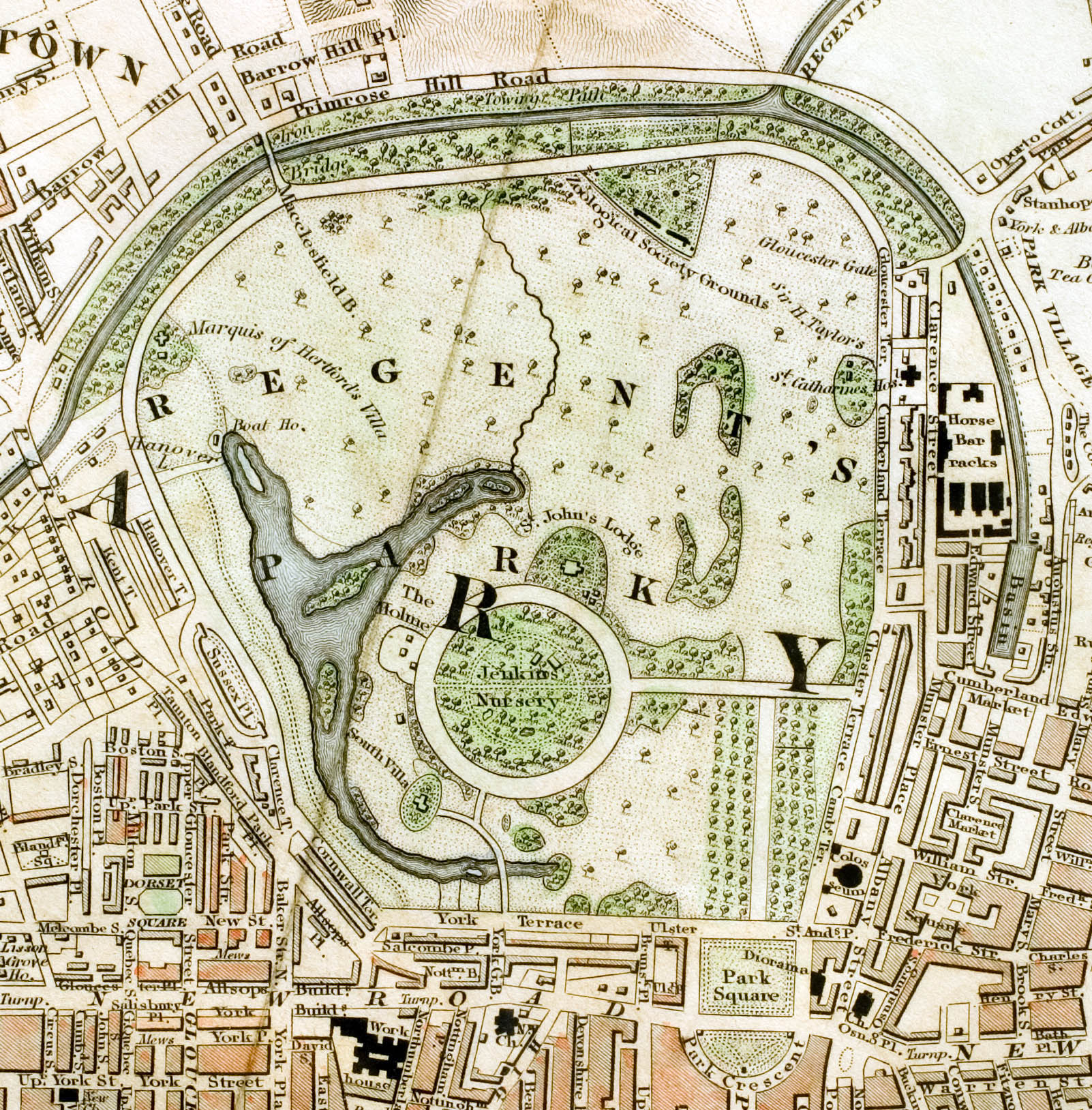
Regent's Park en 1833.
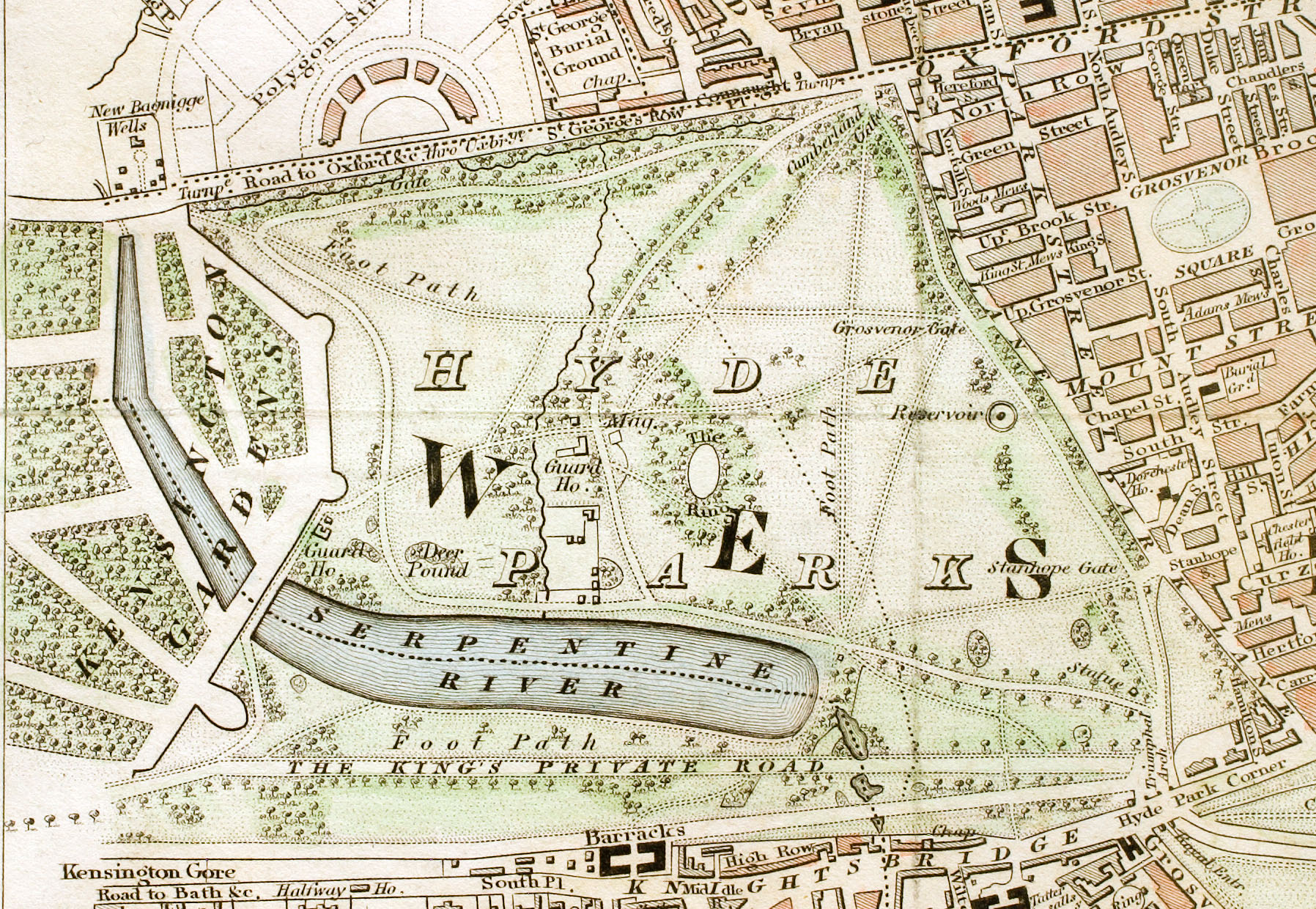
Hyde Park et une partie de Kensington Gardens en 1833.
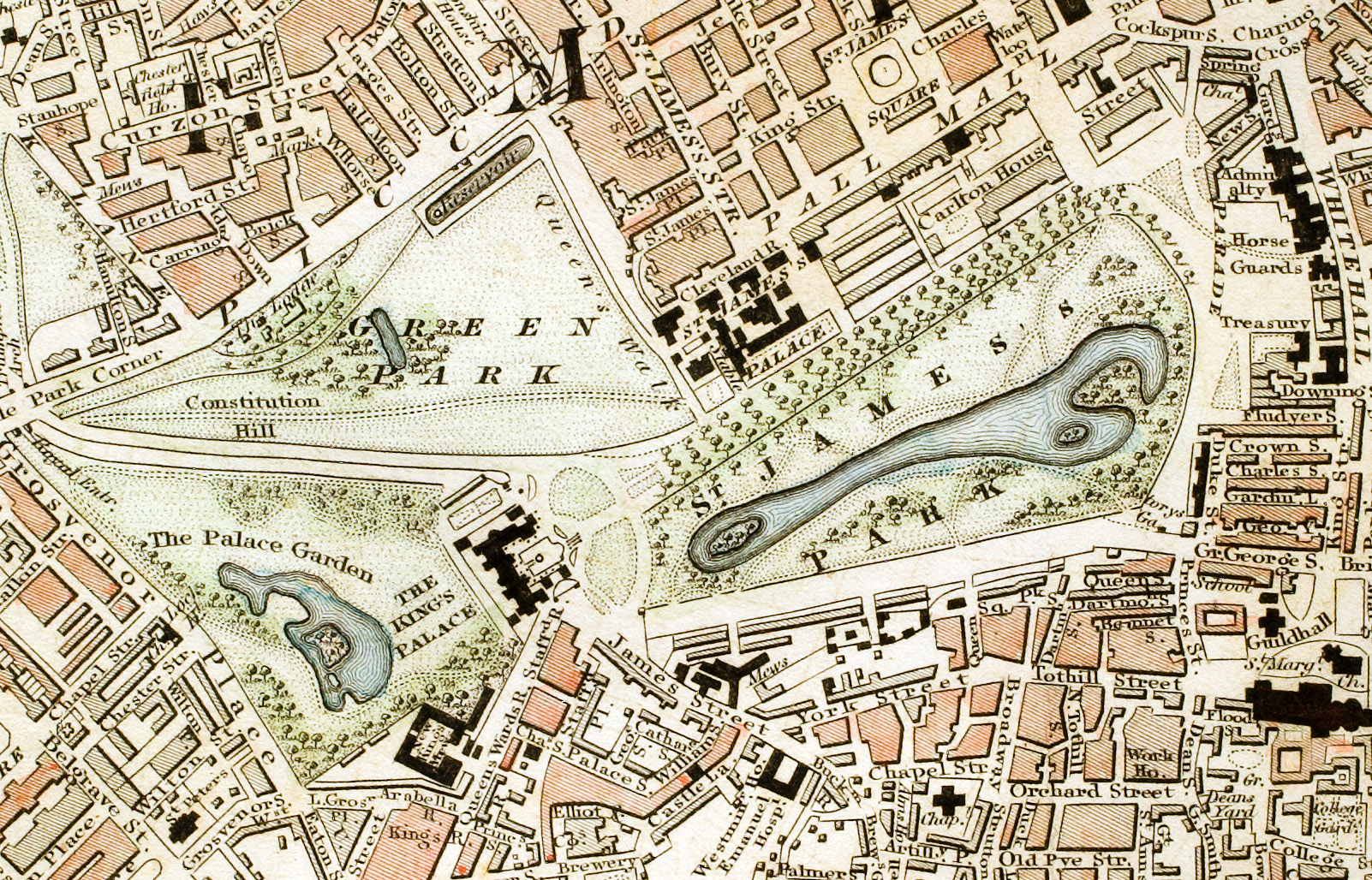
Green Park et St. James's Park en 1833.